# Balkányi Görögkatolikus Egyházközség

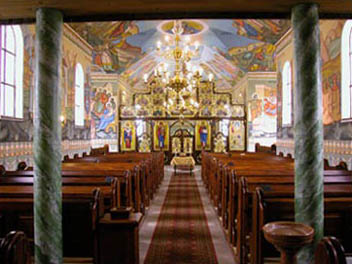
A görögkatolikus templom belülről

A Balkány Görögkatolikus Egyházközség a legnagyobb felekezet Balkányban.

## Története
A 20. század elején a balkányi lakosság 60%-a élt a faluban, a többiek a tanyákon. Az irányító szerep 20-25 földbirtokos család kezében összpontosult, s mivel nagy részük a református felekezethez tartozott, nem okozott nekik gondot az Árpád-kori templom fenntartása. Balkány református településként élt a köztudatban. A cselédség nagy része görögkatolikus volt, és a tanyákon élt. Fokozatosan kezdett felmerülni az önállóság lehetősége. A II. világháború előtt időben a görögkatolikusság Biri, Nyíradony, Bököny, Kállósemjén egyházainál talált oltalmat. Biri filiájaként rendszeres ellátást kaptak, minden harmadik héten Szent Liturgiát végzett Bicsánszky János atya, a mostani római katolikus plébánián. Így a második világháború előtti anyakönyvezés Biriben található meg. A görögség öntudata és a görög egyház fokozatosan fejlődött. Ekkor került Balkányba Galamb György atya. Ettől kezdve a szertartásokat a görög népiskolában tartották, de ez nemcsak vasárnapokon, hanem ünnepnapokon is kicsinek bizonyult. 1944-ben felvetődik az önálló templom építésének a gondolata. Fogarasi Mihály csendőrtiszt megvásárolta a templom építéséhez szükséges telket is, a mai Kossuth-kert területén, azonban a politika közbeszólt, és 1949-ben elkobozták a földterületet. Fogarasi Mihály azonban a görög egyházra hagyományozta saját házát és a hozzá tartozó telket. A földosztáskor sok görögkatolikus hívő jutott földhöz, megszűnt a protestáns hegemónia, s a görögkatolikusok jutottak némi vezető szerephez. Ekkor sikerült megvásárolni egy volt uradalmi magtárt, melyet kisebb átalakítás után Dudás Miklós püspök úr kápolnává szentelt. 1941-től van önálló anyakönyvezés, bár ez úgy lett utólagosan kiegészítve, hiszen az orosz bejövetel idején a fiatal anyakönyvek megsemmisültek, de ami még ennél is szomorúbb, hogy fiatal és idős életek is értelmetlenül lettek áldozatok. Az alapítás után tíz évvel már 113 keresztelő volt és csak 22 temetés. 1981-ben volt a mélypont, 27 keresztelővel és 15 temetéssel. 1943 áprilisában Lőrinczy Zoltán kezdi meg áldásos tevékenységét. Ebben az időben virágzik a KALOT és a Mária-kongregáció. 1949-től 1951-ig Gojdics Péter segédlelkész segíti Lőrinczy atya munkáját. 1951 és 1955 között Bobonka Miklós látja el a papi teendőket, akit Mohai Gábor atya követett. Az ő idejében, 1977-ben felszentelődik az új kis templom, amit Timkó Imre püspök úr szentelt fel, de tornyot nem engedélyeztek hozzá építeni. Jelenleg Jaczkó Sándor atya az egyházközség vezetője, aki 1987-ben került Balkányba. Azóta új parókia épült, a templom bővítésére is sor került, hiszen a befogadó teret duplájára növelték és a templom tornyot is kapott. Elkészült az ikonosztázion is és a templom kifejtésére is sor került. Mindemellett még egy Szeretetotthon is felépült, ami több, mint 40 idősnek ad otthont. Ezalatt a tanyák sem ültek tétlenül, hiszen Abapusztán 1990-ben felépült egy templom, és a többi tanyákon is rendszeresen van Szent Liturgia. A görögkatolikus hívek száma meghaladja a kétezret, az általános iskolában rendszeresen van hittanóra, a fiatalok pedig sokat egyházi középiskolába járnak. Ezen túlmenően még két papnövendéke is van az egyházközségnek.

## Az egyházközség eddigi parókusai
| Neve           | Papsága   |
| Galamb György  | 1941–1943 |
| Lőrinzy Zoltán | 1943–1950 |
| Gojdics Péter  | 1950      |
| Bobonka Miklós | 1951–1955 |
| Mohai Gábor    | 1955–1987 |
| Jaczkó Sándor  | 1987–2023 |
| Szabó Gábor    | 2023–     |

## Egyéb adat
| Titulus             | Urunk színeváltozása |
| Alapítás            | 1941                 |
| Anyakönyvek         | 1941                 |
| Templom építési éve | 1977                 |
| Templombúcsú        | augusztus 6.         |